# Новичиха
Новичи́ха — село в Алтайском крае, административный центр Новичихинского района.

## Происхождение название
Первоначальное название — Новочиха — имеет антропонимическое происхождение и представляет собой прозвище жены от фамилии мужа (андрометроним): Новиков → Новочи́ха, Новичи́ха. К концу XIX — началу XX века название села трансформировалось в современное.

## История
После крестьянской реформы 1861 года, упразднившей в Российской империи крепостное право, государство начало проводить политику
по массовому переселению крестьян в Сибирь. Летом 1865 года последовало официальное разрешение на переселение в Алтайский горный округ, при этом крестьянам-земледельцам разрешали причисляться как к существующим сельским обществам, так и образовывать новые поселения на пустынных землях. В Алтайском горном округе переселенцев особенно привлекали Барнаульский округ, север Бийского и северо-запад Змеиногорского округов — эти местности были малонаселёнными и отличались благоприятными для земледелия условиями: обилием степных равнин и сравнительно мягким климатом.
Село было основано в 1882 году как переселенческий посёлок Новочиха в составе Касмалинской волости Барнаульского округа. Первыми на этом месте — в сухой степи, с небольшими, поросшими берёзами логами — по указанию Земельной части Алтайского горного округа поселились крестьяне Тобольской губернии. С основанием посёлка у переселенцев сразу же возник конфликт со старожилами — коренными жителями соседних деревень: после того, как осенью 1892 года у новочихинских крестьян погиб весь урожай, жители Поспелихи и Поломошной, не желающие иметь по соседству новый посёлок, постановили не продавать новочихинцам хлеб и переселенцам пришлось ездить за ним в отдалённые деревни.
Изначально посёлок был рассчитан на 564 жителя, под которых выделили земельный надел. Однако переселенцы постоянно прибывали, что вынудило крестьян арендовать у Кабинета Его Величества земли вдоль ленточного бора и часть самого бора. В 1894 году Алтайский округ прекратил приписку к посёлку новых переселенцев. По данным проведённой в том же году переписи Новочиха насчитывала 479 дворов, в которых проживало 2843 человека; посёлок имел 9,6 тыс. десятин земли (около 10,5 гектаров) и 600 десятин арендовал у Кабинета. Жители в основном занимались земледелием и скотоводством, батраков не имели; некоторые крестьяне уходили во время страды наёмными рабочими в Алейскую волость. Кроме земледельцев в посёлке жили пчеловоды, смолокуры, пильщики, плотники, бондари, слесари и кузнецы. Основная часть посёлка располагалась вдоль вырытого крестьянами пруда. Дома стояли в трёх улицах, разделённых несколькими переулками. Другая часть Новочихи, позднее заселённая, была «построена без всякого плана, постройки разбросаны как попало». У зажиточных крестьян дома были двухэтажные, крытые тёсом, у жителей победнее — пятистенки, по большей части без крыш, бедняки жили в небольших избах или землянках, надстроенных двумя-тремя венцами. В 1894 году в Новочихе построили деревянную однопрестольную православную церковь во имя Святителя и Чудотворца Николая.
Несмотря на прекращение приписки, население посёлка продолжало расти: к концу XIX века Новочиха имело 637 дворов, 3145 жителей, 3 мануфактурных и 5 мелочных лавок, базар, ренсковый погреб (магазин, торгующий виноградными винами). В 1895—1896 годах купцы устраивали в селе Новочихинскую ярмарку (Никольскую и Петровскую); оборот ярмарки составлял 3—5 тыс. рублей.
К концу XIX века начало появляться и постепенно закрепилось современное название села — Новичи́ха. В начале XX века село стало административным центром Новичихинской волости. В селе работала школа. К 1914 году в приписанной к Томской епархии новичихинской церкви было 3594 прихожанина.
В 1924 году Новичихинская волость была упразднена и село вошло в состав вновь образованного Поспелихинского района. В 1935 году Новичиха стала административным (районным) центром выделенного из Поспелихинского Новичихинского района Западно-Сибирского, затем Алтайского края. В 1937 году в селе было построено здание средней школы.  В 1963 году в ходе кампании по укрупнению территориальных единиц Новичихинский район был ликвидирован и село вновь вошло в состав Поспелихинского района. С восстановлением в 1966 году в составе Алтайского края Новичихинского района село стало его административным центром. В 1971 году на центральной площади села выстроили новое школьное здание, действующее до нынешнего дня. В 2006 году епископом Барнульским и Алтайским Максимом был совершён чин освящения храма иконы Божией Матери «Казанская».

## Население
| 1939  | 1959  | 1970  | 1979  | 1989  | 1997  | 1998  | 1999  | 2000  |
| ----- | ----- | ----- | ----- | ----- | ----- | ----- | ----- | ----- |
| 2997  | ↗3751 | ↘3236 | ↗3703 | ↗4273 | ↗4707 | ↘4668 | ↘4617 | ↘4580 |
| 2001  | 2002  | 2003  | 2004  | 2005  | 2006  | 2007  | 2008  | 2009  |
| ↘4574 | ↘4537 | ↘4531 | ↘4470 | ↘4420 | ↘4400 | ↘4277 | ↘4240 | ↘4155 |
| 2010  | 2011  | 2012  | 2013  | 2021  |       |       |       |       |
| ↗4284 | ↘4272 | ↘4225 | ↘4140 | ↘3711 |       |       |       |       |

## Общие сведения
Село является административным центром Новичихинского района и Новичихинского сельсовета.
Расположено в 251 км к юго-западу от Барнаула. До ближайшей железнодорожной станции Поспелиха 45 км.
В селе находятся ООО «Новичихалес» (мехлесхоз), хлебоприёмное предприятие (ХПП), общеобразовательная школа, музыкальная школа, дом детского творчества, детские дошкольные учреждения, медучреждения, клубы, спортивные сооружения, районный музей, центральная библиотека, редакция районной газеты «Сельчанка».

## Люди, связанные с селом
- Абашев, Владимир Васильевич (род. 1954, Новичиха) — российский учёный-филолог.
- Зарубин, Николай Александрович (1948, Новичиха —1998, Пермь) — советский и российский художник[25].
- Панарин, Михаил Петрович (1918—1943) — Герой Советского Союза, в 1930-х годах жил и работал в Новичихе[26].
- Полевой, Борис Петрович (1918—2002) — советский и российский историк, жил и работал в Новичихе в начале 1940-х годов[27].

## Радио
- 103,7 Радио России / ГТРК Алтай